# Liste des évêques de Sokoto
Liste des évêques de Sokoto
(Dioecesis Sokotoensis)
La préfecture apostolique nigériane de Sokoto est créée le 29 juin 1953 par détachement de celle de Kaduna.
Le 16 juin 1964, elle est érigée en évêché.

## Est préfet apostolique
- 15 janvier 1954-16 juin 1964 : Edward Lawton (Edward Thaddeus Lawton)

## Puis sont évêques
- 16 juin 1964-19 décembre 1966 : Edward Lawton (Edward Thaddeus Lawton), promu évêque.
- 13 juillet 1967-3 décembre 1984 : Michaël Dempsey (Michaël James Dempsey)
- 3 décembre 1984-10 juin 2011 : Kevin Aje (Kevin J. Aje)
- depuis le 10 juin 2011 : Matthew Kukah (Matthew Hassan Kukah)

## Sources
- L'ANNUAIRE PONTIFICAL, sur le site http://www.catholic-hierarchy.org, à la page